# Don Lorenzo
Don Lorenzo ist eine Ortschaft im Departamento Santa Cruz im südamerikanischen Anden-Staat Bolivien.

## Lage im Nahraum
Don Lorenzo ist drittgrößter Ort des Kanton Cotoca im Municipio Cotoca in der Provinz Andrés Ibáñez. Die Stadt liegt auf einer Höhe von 338 m zehn Kilometer westlich des Río Grande, einem der längsten Flüsse im bolivianischen Tiefland.

## Geographie
Don Lorenzo liegt im bolivianischen Tiefland östlich der Anden-Gebirgskette der Cordillera Central. Die Region weist ein tropisches Klima mit ausgeglichenem Temperaturverlauf auf.
Die Jahresdurchschnittstemperatur der Region liegt bei 24 °C (siehe Klimadiagramm Santa Cruz), die Monatswerte schwanken nur unwesentlich zwischen 20 °C im Juli und 26 °C im Dezember. Der Jahresniederschlag beträgt etwa 1000 mm, die Monatsniederschläge liegen zwischen unter 50 mm in den Monaten Juli und August und über 150 mm im Januar.

## Verkehrsnetz
Don Lorenzo liegt in einer Entfernung von 36 Straßenkilometern östlich von Santa Cruz, der Hauptstadt des Departamentos.
Von äußeren Umgehungsring der Stadt Santa Cruz aus führt die Avenida 3 Pasos Al Frente in östlicher Richtung und verlässt nach zwölf Kilometer die dichtbesiedelten Außenbezirke der Stadt. Die Straße führt dann 24 Kilometer in östlicher Richtung nach Don Lorenzo.
Von Don Lorenzo aus gelangt man über eine zwölf Kilometer lange Landstraße in nördlicher Richtung zur asphaltierten Nationalstraße Ruta 4 (Bolivien)/Ruta 9, die von Santa Cruz über Cotoca nach Puerto Pailas führt, den Río Grande überquert und zur Stadt Pailón führt. Dort teilen sich die beiden Nationalstraßen, die Ruta 4 führt über 587 Kilometer bis nach Puerto Suárez an der brasilianischen Grenze, und die Ruta 9 führt 1175 Kilometer nach Norden bis Guayaramerín.

## Bevölkerung
Die Einwohnerzahl der Ortschaft ist in den vergangenen beiden Jahrzehnten auf etwa das Vierfache angestiegen:
| Jahr | Einwohner | Quelle       |
| ---- | --------- | ------------ |
| 1992 | 464       | Volkszählung |
| 2001 | 1679      | Volkszählung |
| 2012 | 1790      | Volkszählung |
| 2024 |           | Volkszählung |

Aufgrund von Zuzug aus dem Hochland Boliviens weist die Region einen gewissen Anteil an Quechua-Bevölkerung auf, im Municipio Cotoca sprechen 17,8 Prozent der Bevölkerung Quechua.